# Jakubianka
Jakubianka – rzeka, prawy dopływ Popradu na Słowacji. Ma długość 23,5 km i jest ciekiem 4 rzędu. Wypływa kilkoma potokami na północno-wschodnich  zboczach szczytów Derežová (1213 m), Zeleny vrch (1198 m) i Javor (1206 m) w Górach Lewockich. Najwyżej położone źródło znajduje się na wysokości około 1140 m. Jeszcze w obrębie Gór Lewockich posiada kilka dopływów. Są to potoki: Furmanec, Flúder, Račí potok, Vyšný Toráč, Šipková, Vošková, Toráč. Po opuszczeniu porośniętych lasem Gór Lewockich wypływa na Šariš (podregion Jakubianska brázda). Przepływa przez zabudowane obszary miejscowości Jakubany, Nowa Lubowla i Stara Lubowla. Na tym odcinku przyjmuje jeszcze dopływy: Prislopský potok, Šmidovský potok, Kolačkovský potok. W Starej Lubowli, na wysokości około 510 m, uchodzi do Popradu.